# Perthville
Perthville è una città del Nuovo Galles del Sud (Australia); essa si trova a circa 10 chilometri da Bathurst. Al censimento del 2016 contava 624 abitanti.